# Qunaxella triasetosa
Qunaxella triasetosa är en spindeldjursart som beskrevs av Den Heyer och Castro 2009. Qunaxella triasetosa ingår i släktet Qunaxella och familjen Cunaxidae. Inga underarter finns listade i Catalogue of Life.